# ランプルーサウラ
ランプルーサウラ（学名 Lamplughsaura 、「ランプルー（人名）のトカゲ」の意味）は、1億9600万年前から1億9000万年前のシネムーリアン期（前期ジュラ紀）のインドのダルマラム層にかつて生息していた竜脚類恐竜の属。唯一の種及びタイプ種はランプルーサウラ・ダルマラメンシス（Lamplughsaura dharmaramensis）である。いくつかの部分的骨格から知られる全長10メートルに達すると推定される大型の四足歩行恐竜であり、基盤的竜脚類であると考えられている。ただ、可能性は低いがより基盤的である竜脚形類であったかもしれない。
インド統計大学の創設者であるパメラ・ランプルー・ロビンソンにちなんで命名された。